# فينوغراديف
فينوغراديف (بالأوكرانية: Виноградів) هي مدينة في مقاطعة زاكارباتيا أوبلاست في أوكرانيا.
يبلغ عدد سكانها حوالي 27,600 نسمة.

## أعلام
- فاسيلي راتس